# 程拱宸
程拱宸（1536年—？），字仲星，號聚所，福建興化府莆田縣人，軍籍，明朝政治人物。

## 生平
嘉靖三十七年（1558年）戊午科福建鄉試第五十名舉人。隆慶二年（1568年）中式戊辰科會試第五十一名，三甲第一百零七名進士。授镇江府推官，累官户部郎中，萬曆八年（1580年）正月升江西副使，徽宁兵备道，十年八月升本省右参政，十三年六月升云南按察使，十五年十二月升广东右布政使，十七年四月升广西左布政使，二十一年十一月升南京通政使司通政使。

## 家族
曾祖程敬止；祖父程德潤；父程浡然，母魯氏。永感下。弟程拱極。